# Mayoumba
Mayoumba o Mayumba es una ciudad en la costa del Océano Atlántico de Gabón, en la carretera N6 (3°25′S 10°39′E / -3.417, 10.650). Es conocida por su larga playa arenosa donde se anidan las tortugas Baulas (leatherback). Posee aeropuerto, mercado y se encuentra en el parque nacional de Mayumba.
En 2010 tiene una población calculada de 5208 habitantes.
Se localiza unos 50 km al suroeste de la capital provincial Tchibanga.
Por su ubicación costera, se ha propuesto la ampliación de sus instalaciones portuarias, existiendo varios proyectos para ello. En sus inmediaciones hay una terminal petrolera llamada Lucina.

## Clima
| Parámetros climáticos promedio de Mayumba | Parámetros climáticos promedio de Mayumba | Parámetros climáticos promedio de Mayumba | Parámetros climáticos promedio de Mayumba | Parámetros climáticos promedio de Mayumba | Parámetros climáticos promedio de Mayumba | Parámetros climáticos promedio de Mayumba | Parámetros climáticos promedio de Mayumba | Parámetros climáticos promedio de Mayumba | Parámetros climáticos promedio de Mayumba | Parámetros climáticos promedio de Mayumba | Parámetros climáticos promedio de Mayumba | Parámetros climáticos promedio de Mayumba | Parámetros climáticos promedio de Mayumba |
| Mes                                       | Ene.                                      | Feb.                                      | Mar.                                      | Abr.                                      | May.                                      | Jun.                                      | Jul.                                      | Ago.                                      | Sep.                                      | Oct.                                      | Nov.                                      | Dic.                                      | Anual                                     |
| ----------------------------------------- | ----------------------------------------- | ----------------------------------------- | ----------------------------------------- | ----------------------------------------- | ----------------------------------------- | ----------------------------------------- | ----------------------------------------- | ----------------------------------------- | ----------------------------------------- | ----------------------------------------- | ----------------------------------------- | ----------------------------------------- | ----------------------------------------- |
| Temp. máx. media (°C)                     | 28.3                                      | 28.9                                      | 30.4                                      | 30.5                                      | 29.1                                      | 25.9                                      | 25.7                                      | 25.9                                      | 26.6                                      | 27.6                                      | 28.2                                      | 27.2                                      | 27.9                                      |
| Temp. media (°C)                          | 25.7                                      | 26.2                                      | 27.0                                      | 27.1                                      | 26.1                                      | 23.4                                      | 22.5                                      | 22.9                                      | 24.0                                      | 25.1                                      | 25.5                                      | 25.1                                      | 25.1                                      |
| Temp. mín. media (°C)                     | 23.1                                      | 23.4                                      | 23.5                                      | 23.6                                      | 23.0                                      | 20.8                                      | 19.2                                      | 19.8                                      | 21.3                                      | 22.5                                      | 22.8                                      | 22.9                                      | 22.2                                      |
| Precipitación total (mm)                  | 236.6                                     | 245.7                                     | 219.3                                     | 126.3                                     | 74.6                                      | 5.5                                       | 0.4                                       | 5.9                                       | 44.7                                      | 214.4                                     | 335.9                                     | 163.7                                     | 1673.0                                    |
| Días de precipitaciones (≥ 1 mm)          | 12.6                                      | 12.4                                      | 13.8                                      | 10.2                                      | 7.2                                       | 0.9                                       | 0.7                                       | 3.9                                       | 13.9                                      | 18.9                                      | 18.6                                      | 11.5                                      | 124.6                                     |
| Humedad relativa (%)                      | 87                                        | 85                                        | 83                                        | 86                                        | 87                                        | 84                                        | 82                                        | 83                                        | 85                                        | 87                                        | 88                                        | 87                                        | 85                                        |
| Fuente: NOAA                              |                                           |                                           |                                           |                                           |                                           |                                           |                                           |                                           |                                           |                                           |                                           |                                           |                                           |